# Gavin Hoyte
Gavin Andrew Hoyte (* 6. Juni 1990 in Waltham Forest, London) ist ein englischer Fußballspieler auf der Position eines Abwehrspielers. 

## Vereinskarriere

### Die Anfänge und Kapitän des Reserveteams
Hoyte spielte seit 1999 im Nachwuchsbereich des englischen Topvereines FC Arsenal. Von diesem Zeitpunkt an durchlief er mehrere Jugendspielklassen, bis er schlussendlich zu regelmäßigen Einsätzen in der U-18-Mannschaft sowie im Reserveteam mit Spielbetrieb in der Premier Reserve League kam. In der Saison 2006/07 führte er als Kapitän das U-18-Team an. Nach einer erfolgreichen Spielzeit wurde Hoyte am 10. September 2007, rund drei Monate nach seinem 17. Geburtstag, ein Profivertrag unterbreitet, den er daraufhin auch unterschrieb. In der Saison 2008/09 wurde er zum Mannschaftskapitän des Reserveteams ernannt. 

### Erste Einsätze für die Profis
Nachdem er insbesondere im League Cup 2007/08 mehrmals als Ersatzspieler Teil des Kaders gewesen war und im Sommer 2008 in der Saisonvorbereitung zu zwei Einsätzen im Profiteam gekommen war, gab er am 23. September 2008 sein Pflichtspieldebüt für Arsenal, als er bei einem 6:0-Sieg gegen Sheffield United über die volle Spieldauer auf dem Platz stand. Beim Spiel war er neben dem damals erst 16-jährigen Jack Wilshere beziehungsweise neben Talenten wie Aaron Ramsey oder Kieran Gibbs einer von 13 Teenagern, die Arsène Wenger in den 18-Mann-Kader für die Partie nominiert hatte. Nach dieser Begegnung kam er noch zu zwei weiteren League-Cup-Einsätzen gegen Wigan Athletic und den FC Burnley.
Am 22. November 2008 gab Hoyte schließlich sein Premier-League-Debüt, als er bei der 0:3-Auswärtsniederlage gegen Manchester City von Beginn an spielte und in der 60. Minute durch den jungen Aaron Ramsey ersetzt wurde. Im Dezember desselben Jahres schloss Hoyte einen Langzeitvertrag mit dem Klub ab.

### Wechsel nach Watford
Noch vor dem Jahreswechsel transferierte der Abwehrspieler per 31. Dezember 2008 leihweise bis zum Saisonende zum FC Watford in die zweitklassige englische Football League Championship. In einem FA-Cup-Spiel der Saison 2008/09 gab er am 3. Januar 2009 gegen Scunthorpe United sein Teamdebüt, als er bis zur 83. Minute am Rasen stand und danach durch Liam Bridcutt ersetzt wurde; das Spiel endete in einem harterkämpften 1:0-Sieg von Watford. Sechs Tage nach seinem Teamdebüt gab Hoyte gegen den FC Reading sein Ligadebüt, als er die vollen 90 Minuten durchspielte; Endstand: 4:0 für Reading.

### Zwischenstopp: Brighton & Hove Albion
Nach sieben Ligaspielen und drei FA-Cup-Partien endete mit dem Saisonende seine Zeit bei Watford und er kehrte zu seinem Stammverein zurück. Im Oktober 2009 wurde Hoyte schließlich ein weiteres Mal verliehen. Diesmal ging es an die sudenglische Küste zu Brighton & Hove Albion. Bei den Seagulls, von denen er als Ersatz für den verletzten Andy Whing geholt wurde, kam der 19-Jährige in 18 Meisterschaftsspielen zum Einsatz und war nebenbei in zwei FA-Cup-Partien aktiv. Sein Teamdebüt gab er am 4. November 2009 bei einem 4:4-Remis im FA Cup gegen die Wycombe Wanderers. Während der Partie war Hoyte von Beginn an im Einsatz, wurde jedoch in der 33. Spielminute nach einem groben Foul mit Rot vom Platz geschickt. Sein zunächst auf einen Monat begrenzter Leihvertrag wurde im November bis Januar 2009 verlängert, und anschließend im Januar bis Saisonende erweitert.

## Nationalmannschaftskarriere
Seine erste Einberufung in ein Nachwuchsnationalteam seines Heimatlandes erhielt Hoyte im Jahre 2005, als er in die U-16-Auswahl gewählt wurde. Für das Team war er bis zum Jahre 2006 in drei offiziellen Länderspielen im Einsatz. Noch im gleichen Jahr wurde er in die U-17-Nationalmannschaft Englands aufgenommen, mit der er sich unter anderem für die U-17-EM 2007 in Belgien qualifizierte. Die englischen U-17-Auswahl wurde nach einer 0:1-Finalniederlage gegen Spanien Vizeeuropameister, Hoyte kam im Turnierverlauf zu zwei Kurzeinsätzen, Trainer John Peacock setzte in der Abwehr auf das Quartett Nana Ofori-Twumasi, Joe Mattock, Krystian Pearce und Jordan Spence. Bei der anschließenden U-17-Weltmeisterschaft 2007 in Südkorea kam er überwiegend als Linksverteidiger in allen fünf Partien zum Einsatz, das Team schied im Viertelfinale mit 1:4 gegen die deutsche U-17 aus.
Insgesamt absolvierte er sechs Spiele für das Team und wurde 2007 in den Kader der U-18-Nationalmannschaft seines Heimatlandes berufen. Bis 2008 war er hierbei in zwei Länderspielen im Einsatz und kam gleich darauf in das englische U-19-Nationalteam. Nach einigen Vorbereitungsspielen qualifizierte sich die U-19-Nationalelf Englands für die U-19-Europameisterschaft 2009 in der Ukraine. Dort schied Hoyte mit seiner Mannschaft erst im Finale gegen die übermächtigen Ukrainer aus. Trotz der 0:2-Finalniederlage durfte sich das englische Team U-19-Vizeeuropameister nennen. Im September 2009 gehörte Hoyte zum englischen U-20-Aufgebot für die Junioren-Weltmeisterschaft in Ägypten. Dort kam er lediglich im letzten Gruppenspiel gegen Usbekistan per Einwechslung zu einem Einsatz, als das Team mit einem Punkt aus drei Spielen als Gruppenletzter vorzeitig ausschied.

## Erfolge
- U-17-Vizeeuropameister: 2007
- U-19-Vizeeuropameister: 2009

## Privates
Gavin Hoyte ist der Sohn der ehemaligen britischen Sprinterin Wendy Hoyte, sowie der jüngere Bruder von Justin Hoyte, der ebenfalls als Profifußballspieler aktiv ist. Der etwa gleichaltrige englische Sprinter Christopher Clarke ist der Cousin der beiden Profifußballspieler.